# Црква Криста Краља
Црква Криста Краља је католичка црква и најстарија жупа Београдске надбискупије. Налази се у Крунској улици 23, на Врачару у Београду.
До 1988. црква Криста Краља била је катедрална црква Београдске надбискупије. Те године надбискупија је добила нову,  катедралу Блажене Девице Марије на Врачару.

## Историјат
Почеци жупе датирају из друге половине 19. века, 1888. године изграђена је капела светог Ладислава у дворишту данашње цркве, а она данас представља један део цркве Криста Краља. Матичне књиге ове цркве почеле су да се воде још 1845. године, а оне се данас чувају у општини Врачар. Склапање Српског конкордата било је 1914. године, и тада се уредио правни однос католика у Краљевини Србији. Реализацију конкордата онемогућио је Први светски рат. Након завршетка рата и стварањем Краљевине Југославије, имовина је прешла у руке државних власти, капела је уступљена католицима, након чега је формиран одбор за градњу нове цркве у Београду, под руководством Вјекослава Вагнера.
Црква је званично основана 7. децембра 1924. године, када је папа Пије XI именовао нуција Пелегринетија, посветио и инсталирао првог београдско—смедеревског надбискупа у личност фра Ивана Рафаела Родића, дотадашњег апостолоског администратора Баната, у црквици-капели на месту данашње цркве Криста Краља. Зграде су купљене за надбијскупску резиденцију у жупу захтаљујући новчаној помоћи Свете столице и југословенске владе, као и разумевању аустријске владе.
Током 1926. године црква је увећена до данашњих размера, у капели Светог Ладислава дозидан је звоник, споредни улази, набављена су звона, црквене клупе и оргуље. Када је преуређен, овај објекат представљао је једину католичку цркву у Београду и посвећен је Кристу Краљу, 1926. године и од тада носи то име. Прве оргуље и прве у Србији, набављене су и засвирале у цркви 15. децембра 1927. године, а користе се и данас.
У Другом светском рату, челници ове цркве су сарађивали са усташама. Иза олтара цркве је пронађена копија извештаја Усташког стожера број 9: Велеможном господину стожерноме, поручнику поглавникове тјелесне бојне, Загреб. Драги стожерниче, храбри усташо! Шаљем ти лист по нашем храбром усташи Звонку уз благослов католчке цркве Криста Краља у нашем будућем Београду. Приповједао ми је Звонко, да су наши храбри усташе, муслимани и католици, побили и поклали србијанске Цигане у Мачви и Шапцу. Звонко ми рече да је он сам својом руком заклао 25 у Мачви, те му зато Католичка црква опрашта све гријехове, и свети отац папа наградиће све храбре хрватске синове, који су ставили под католички мач ове балканске шизматике. Сви католици Хрвати и муслимани, усташе у Београду, учлањени су у нашој тајној усташкој организацију и чекају нестрпљиво анексију Београда, хрватског града, домовини Хрватској. У цијелој циганској Србији разапели смо уходарску мрежу, која ради пуном паром. Заостали Хрвати и муслимани остали су у привидној служби циганске Србије и имаде их приличан број у сваком уреду и по министарствима и осталим бранжама. Навели смо ти и тајне шифре за дописивање. Загреб ће послати упуте, које имају делегати у циганском Београду. Главни стожер ради на томе, да се униште православци на Балкану, на славу Католичке цркве. Сабирамо податке о српским комитама и војводама, јер смо дошли у посјед њихових списа и наређења. Дакле, видиш да хрватска ствар напредује преко Дрине до Ниша и од Ниша до Солуна. Податке смо послали са писмима. Пренио их је број 129. у Земун. Информирај се код главног стожера у Загреб да ли је број 129. уручио све. Новци за Ниш и Крагујевац шаљемо редивно. За дом спреман! Усташки стожер број 9. ПС. Уз лист се прилаже отисак печата Топличког четничког одреда са грбом и потписом отсјеченог са једног списа.

## Изглед цркве
Према одредбама Другог ватиканског сабора (1962—1965), црква је реновирана, главни олтар окренут је према народу и постављен је надбускупски трон — седиште с источним грбом надбискупа Букатка, у мозаику и са његовим геслом на старословенском језику. Са обе стране трона цркве налазе се помоћна седишта, а у бочним лађама бочни олтари са табернакулима, постољима и киповима Безгрешне и Светог Јосипа, као и крстионицом. Недуго затим, захваљујући залагању нунција Пелегринетија, уз цркву је дограђена и црквена дворана, која је била поклон папе Пија XI. Све то је изграђено од мермера, којим су до 1,8 m висине обложени и зидови цркве. У апсиди, изнад трона постављен је велики полуовални мозаик Криста Краља, симболи седам светих сакрамената налазе се испред, а Његов мали мозаик изнад улазних врата цркве. На витражним прозорима приказане су главне појединости из живота Исуса, Богородице и цркве, као и верског живота по хришћанству. У десној црквеној ниши светилишта до сакристије је гроб надбискупа Јосипа Ујчића. Пројекат реновирања цркве направио је Аугусто Раноки.

## Галерија
- црквене оргуље